# 漵浦県
漵浦県（じょほ-けん）は中華人民共和国湖南省懐化市に位置する県。
長江の支流で、洞庭湖へ注ぐ沅江が流れている。

## 歴史
紀元前202年、義陵県として置かれ、唐の武徳5年（622年）に漵浦県になった。

## 行政区画
- 鎮：盧峰鎮、低荘鎮、橋江鎮、竜潭鎮、均坪鎮、観音閣鎮、双井鎮、水東鎮、両丫坪鎮、黄茅園鎮、葛竹坪鎮、大江口鎮、思蒙鎮、深子湖鎮、祖師殿鎮、三江鎮、統渓河鎮、北斗渓鎮
- 郷：舒溶渓郷、油洋郷、小横壠郷、中都郷、沿渓郷、竜荘湾郷、淘金坪郷